# Руководство по энергоэффективному и экологическому проектированию
Руководство по энергоэффективному и экологическому проектированию, также Руководство по энергетическому и экологическому проектированию (англ. Leadership in Energy and Environmental Design, LEED) — добровольная система сертификации зданий, относящихся к зелёному строительству, разработанная в 1998 году «Американским советом по зелёным зданиям» для оценки энергоэффективности и экологичности проектов устойчивого развития.

## Система рейтингов

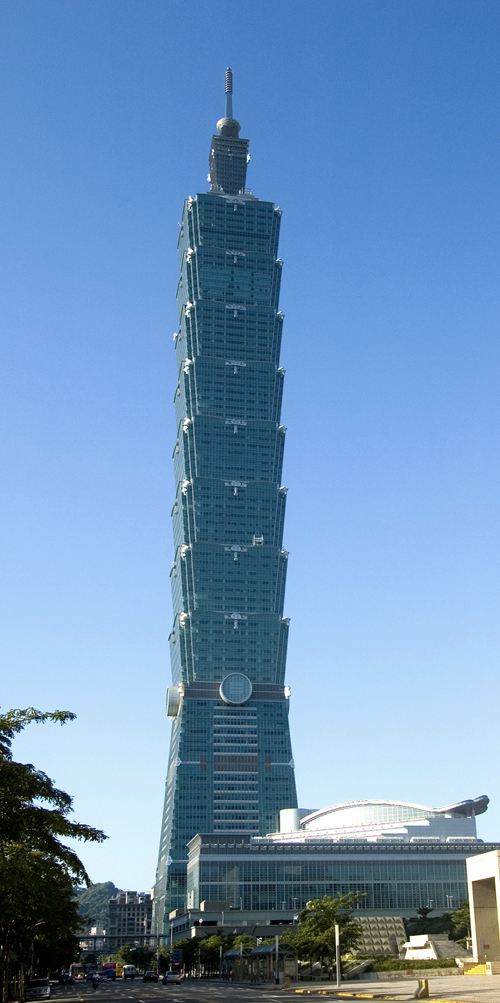
Небоскрёб Тайбэй 101, здание, получившее платиновый сертификат LEED

Начиная со своего появления в 1998 году, стандарт LEED вбирает в себя зелёные технологии строящихся проектов. Пилотной версией был LEED NCv1.0. С учётом нового опыта вышли следующие версии LEED NCv2.0, LEED NCv2.2 (2005 год), v3 (2009 год), а также v4 (10.2013). На сегодняшний день LEED включает в себя 9 систем критериев в области проектирования, строительства и эксплуатации зданий.
Пять категорий профессиональной сертификации:
Проектирование и строительство зелёных зданий
- Новое строительство
- Интерьер и экстерьер
- Школы
- Предприятия розничной торговли: новое строительство и ремонт
- Учреждения здравоохранения

Проектирование и строительство внутренних помещений
- Коммерческие интерьеры
- Предприятия розничной торговли: коммерческие интерьеры

Эксплуатация зелёных зданий
- Эксплуатация существующих зданий

Развитие зелёных районов
- Строительство районов

Зелёное строительство и дизайн для дома
- Дизайн для дома

## LEED 2009

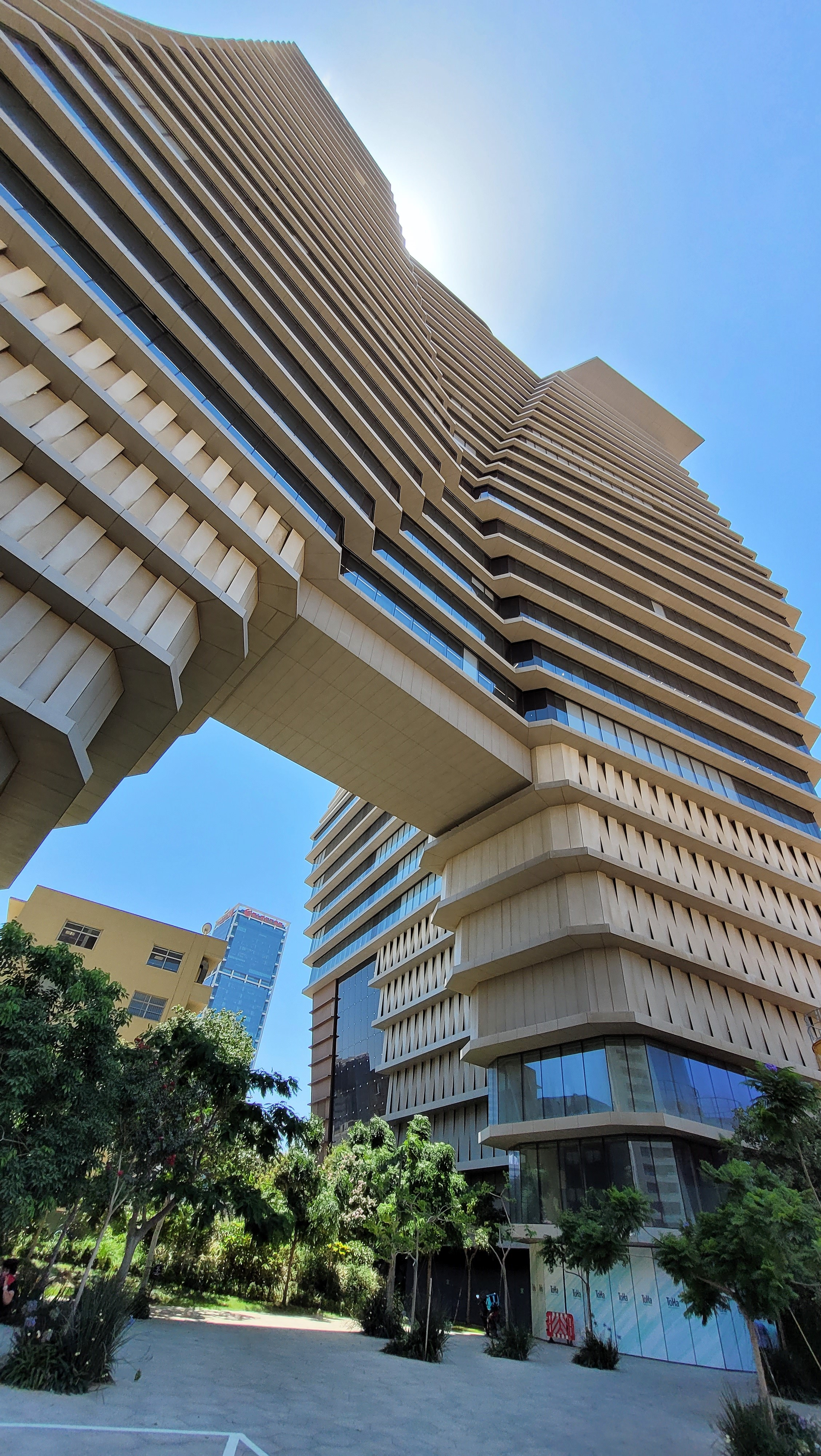
Здание «ToHa» (англ., сокращение от Totzeret HaAretz - Сделано в Израиле) в Тель-Авиве, получившее платиновый сертификат LEED

Для стандарта LEED 2009 разработана 100-балльная система по пяти главным категориям: место экологического строительства, эффективность водопользования, энергия и атмосфера, материалы и ресурсы, качество среды в помещениях, плюс дополнительные 6 баллов за инновационность и дизайн, а также 4 балла за региональную приоритетность.
Здания имеют 4 уровня сертификации:
- Простая сертификация: 40-49 баллов
- Серебряная: 50-59 баллов
- Золотая: 60-79 баллов
- Платиновая: 80 баллов и выше